# Вайт-Марш (Меріленд)
Вайт-Марш (англ. White Marsh) — переписна місцевість (CDP) в США, в окрузі Балтимор штату Меріленд. Населення — 10 287 осіб (2020).

## Географія
Вайт-Марш розташований за координатами 39°22′54″ пн. ш. 76°27′29″ зх. д. / 39.38167° пн. ш. 76.45806° зх. д. (39.381550, -76.458193).  За даними Бюро перепису населення США в 2010 році переписна місцевість мала площу 13,81 км², з яких 13,75 км² — суходіл та 0,06 км² — водойми.

## Демографія
Згідно з переписом 2010 року, у переписній місцевості мешкало 9513 осіб у 3666 домогосподарствах у складі 2611 родини. Густота населення становила 689 осіб/км².  Було 3794 помешкання (275/км²).
Расовий склад населення:
| - 76,6 % — білих - 10,3 % — азіатів - 10,2 % — чорних або афроамериканців - 0,2 % — корінних американців |

До двох чи більше рас належало 1,9 %. Частка іспаномовних становила 2,8 % від усіх жителів.
За віковим діапазоном населення розподілялося таким чином: 23,5 % — особи молодші 18 років, 66,1 % — особи у віці 18—64 років, 10,4 % — особи у віці 65 років та старші. Медіана віку мешканця становила 38,7 року. На 100 осіб жіночої статі у переписній місцевості припадало 90,3 чоловіків;  на 100 жінок у віці від 18 років та старших — 86,6 чоловіків також старших 18 років.
Середній дохід на одне домашнє господарство  становив 93 075 доларів США (медіана — 81 266), а середній дохід на одну сім'ю — 99 726 доларів (медіана — 85 426). Медіана доходів становила 56 206 доларів для чоловіків та 51 949 доларів для жінок. За межею бідності перебувало 3,4 % осіб, у тому числі 5,1 % дітей у віці до 18 років та 3,4 % осіб у віці 65 років та старших.
Цивільне працевлаштоване населення становило 5670 осіб. Основні галузі зайнятості: освіта, охорона здоров'я та соціальна допомога — 29,6 %, науковці, спеціалісти, менеджери — 12,0 %, роздрібна торгівля — 11,7 %.